# 美国海军天文台

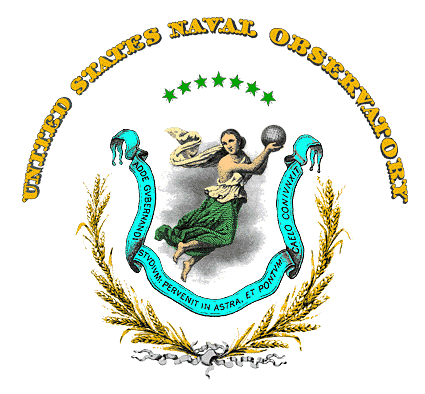
美國海軍天文台台徽

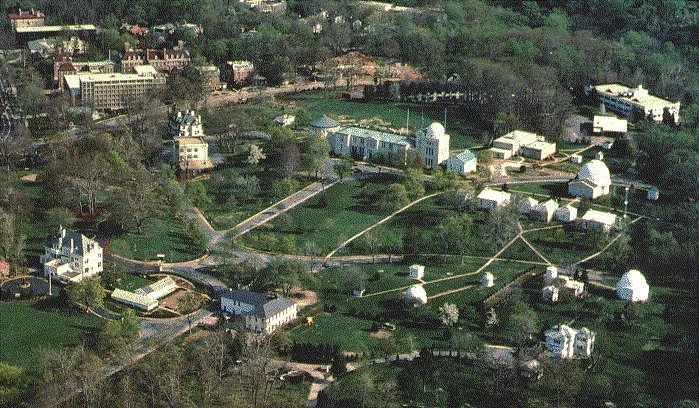
美国海军天文台鸟瞰

38°55′17.3″N 77°4′1.01″W / 38.921472°N 77.0669472°W
美國海军天文台，位於美國首都華盛頓西北区，是美國最古老的科學機構之一，主要工作是為美國海軍、國防部等部門提供高精度的天文數據，測量地球自轉、天體的運動和位置，發布美國的標準時間。
除了其科學使命外，位於海軍天文台的一所房屋也是美國副總統的官邸（天文台环路一号）。

## 歷史
約翰·昆西·亞當斯總統在1825年離開總統府之前簽署了建立國家天文台的法案，原計劃將其稱為國家天文台。“國家天文台”和“海軍天文台”的名稱都使用了10年，直到通過一項裁決正式使用後者。亞當斯為提高美國天文學的水平做出了持久的努力。他在天文台度過了許多夜晚，觀看並繪製了星空圖，這一直是亞當斯的愛好之一。
美国海军天文台建立于1830年，最初是作为美国海军的制图与仪器库，1842年改建为天文台，位于林肯纪念堂附近的雾谷，主要工作是管理美国海军的航海天文钟、海图等航海用具，并根据恒星穿越子午圈的时刻对船舶上的天文钟进行校准。1870年，美国光学设计师克拉克为美国海军天文台建造了一架口径66厘米的折射望远镜，它长13米，主镜重量达到45千克，是当时世界上最大的望远镜。1877年，美国天文学家阿萨夫·霍尔使用这台望远镜发现了火星的两颗卫星火卫一（福波斯）和火卫二（德莫斯）。1893年，天文台迁往目前的所在地乔治敦地区。
美国海军天文台的首任台长是美国海军军官、著名海洋学家马修·莫里。在他任职期间，天文台利用美国第一个报时球提供精确的报时服务，并用电报发送给美国各地，供航运、铁路等部门使用。
1913年9月，法国的巴黎天文台用埃菲尔铁塔做天线，接收美国海军天文台发出的无线电信号，精确测定了两地的经度差。
今日，美国海军天文台延续了其传统，在授时、天体测量领域仍然是世界上頗有权威的机构之一，编纂并出版每年一册的天文年历。美国海军天文台提供的授时服务可以通过拨打电话或者访问互联网获得。美国海军天文台位于亚利桑那州旗杆镇附近的观测站使用高精度测量仪（PMM）整理并出版了美国海军天文台星表，其中，星表包含了10亿多颗星的位置、星等、自行等数据，极限星等为21等，容量超过80GB。星表则包含了5亿多颗星的资料。其子集星表包含了约5千万颗星，以供要求不高时使用。这些星表都可以在互联网上免费获得。

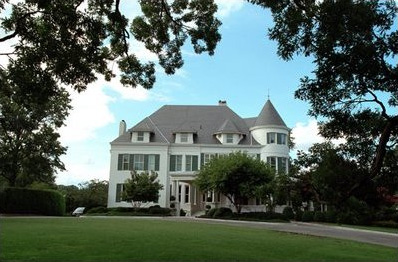
美国副总统的官邸，被称为“天文台环路一号”

1893年，天文台台长建造了一座房屋，1923年被美国海军作战部长用作住所。1974年，美国国会决定将其作为美国副总统的官邸，称为天文台环路一号，首位正式入住的副总统是1977年当选的沃尔特·蒙代尔。